# 福爾茨湖
47°52′00″N 9°21′38″E / 47.866695°N 9.360513°E

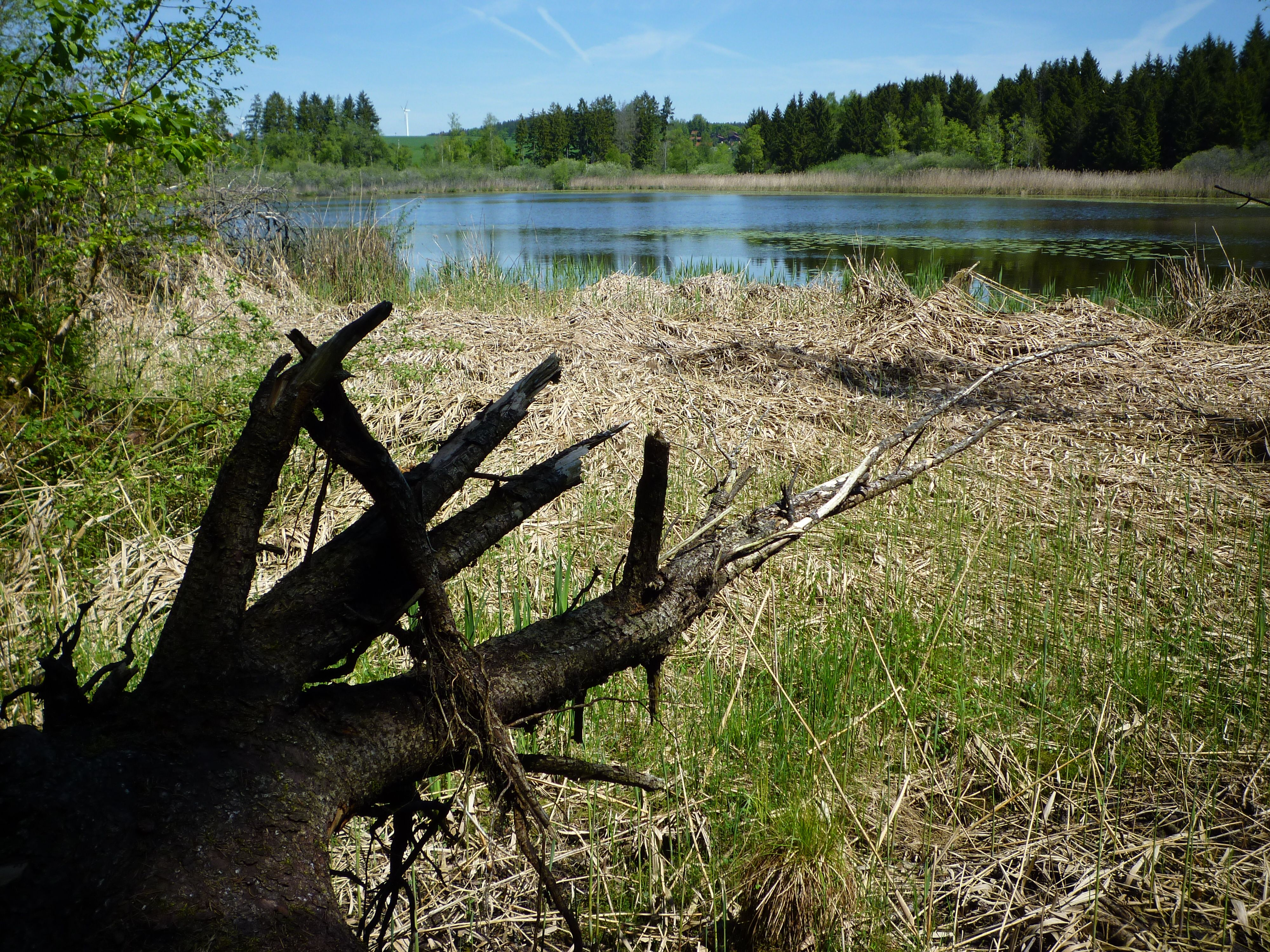

福爾茨湖（德語：Volzer See），是德國的湖泊，位於該國西南部，由巴登-符騰堡州負責管轄，處於錫格馬林根縣，面積0.05平方公里，海拔高度691米，平均水深1.2米，最大水深1.6米，水體容量5.8萬立方米。